# Invit – Insats mot vaneförbrytare i trafiken
Invit, Insats mot vaneförbrytare i trafiken är en arbetsmetod som främst används av polisen inom Polismyndigheten i Stockholms län. Metoden går ut på att kartlägga personer som vanemässigt eller återkommande begår grova trafikbrott såsom olovlig körning och rattfylleri under påverkan av alkohol eller droger. Med hjälp av metoden har polisen större kunskap om vilka vaneförbrytarna är, var de bor och vilka fordon de kan tänkas använda. Detta så att man på ett effektivare sätt kan kontrollera personerna på rätt plats vid rätt tidpunkt.
Förutom de rättsliga processerna har polisen med hjälp av Invit även en större möjlighet att erbjuda personerna vård enligt Smadit (Samverkan mot alkohol och droger i trafiken).

## Dokumentation
- Polismyndigheten i Stockholms län[död länk] Slutlig årsrapport 2010